# Шарипутра
Шарипутра е един от двамата главни ученици, „шраваки“ (слушатели), на историческия Буда Шакямуни, докато Кхема и Упалавана са двете му основни ученички. Той е възхваляван в Тхеравада традицията като „първи в мъдростта“ и един от най-важните ученици на Буда.
Шарипутра е роден в браминско семейство и когато се среща с Буда вече се бил впуснал в пътя на аскета – заедно със своя приятел Маудгаляяна в един и същи ден ден те се били отказали от всичко светско и станали ученици на Санджая Белатхапута. След срещата си с Буда стават негови привърженици и впоследствие най-близки ученици.
Шарипутра често преподавал с одобрението на Буда и си спечелил прозвището Генерал на Дхарма (Дхаммасенапати) заради разпространението на ученията и се смята за основател на Абидхарма традицията. В някои случаи Буда леко упреква Шарипутра например заради непълно обяснения на Дхарма  или когато допуска група послушници да бъде твърде шумна 
Независимо от всичко Шарипутра бил един от най-възхваляваните ученици и Буда поне в един случай го обявява за истински духовен син и главен помощник в „завъртането на колелото на Дхарма“.